# Fluorure d'europium(III)
Le fluorure d'europium(III) ou trifluorure d'europium est un composé inorganique de formule chimique EuF3.

## Production
Le fluorure d'europium(III) peut être produit en faisant réagir du nitrate d'europium(III) et du fluorure d'ammonium :
Eu(NO3)3 + 3 NH4F → EuF3 + 3 NH4NO3
Des nanoparticules de fluorure d'europium(III) peuvent être synthétisées par irradiation aux micro-ondes de l'acétate d'europium(III) dans un liquide ionique ayant un anion tétrafluoroborate.